# Mysmena taiwanica
Mysmena taiwanica là một loài nhện trong họ Mysmenidae.
Loài này thuộc chi Mysmena. Mysmena taiwanica được miêu tả năm 2007 bởi Ono.